# Чернина (село)
Чернина (словац. Černina) — село и одноимённая община в районе Гуменне Прешовского края Словакии. В письменных источниках начинает упоминаться с 1492 года.

## География
Село расположено в юго-восточной части края, в южной части Низких Бескид, в долине одного из притоков реки Ондавы, при автодороге 3523. Абсолютная высота — 311 метров над уровнем моря. Площадь муниципалитета составляет 7,4 км².

## Население
| Год:                | 1994 | 2004     | 2014    | 2024     |
| ------------------- | ---- | -------- | ------- | -------- |
| Количество человек: | 208  | 183      | 179     | 152      |
| Разница:            |      | −12,01 % | −2,18 % | −15,08 % |

По данным последней официальной переписи 2011 года, численность населения Чернины составляла 179 человек.
Национальный состав населения (по данным переписи населения 2011 года):
| Национальность | Численность, человек |
| -------------- | -------------------- |
| словаки        | 173                  |
| русины         | 1                    |
| не указана     | 7                    |